# Indigofera laxiracemosa
Indigofera laxiracemosa är en ärtväxtart som beskrevs av Baker f. Indigofera laxiracemosa ingår i släktet indigosläktet, och familjen ärtväxter. Inga underarter finns listade i Catalogue of Life.